# 3542 Tanjiazhen
3542 Tanjiazhen (1964 TN2) là một tiểu hành tinh vành đai chính được phát hiện ngày 9 tháng 10 năm 1964 bởi Đài thiên văn Tử Kim Sơn ở Nanking.